# Список музеїв Варшави
Спи́сок музе́їв Варша́ви містить перелік основних музеїв столиці Польщі.

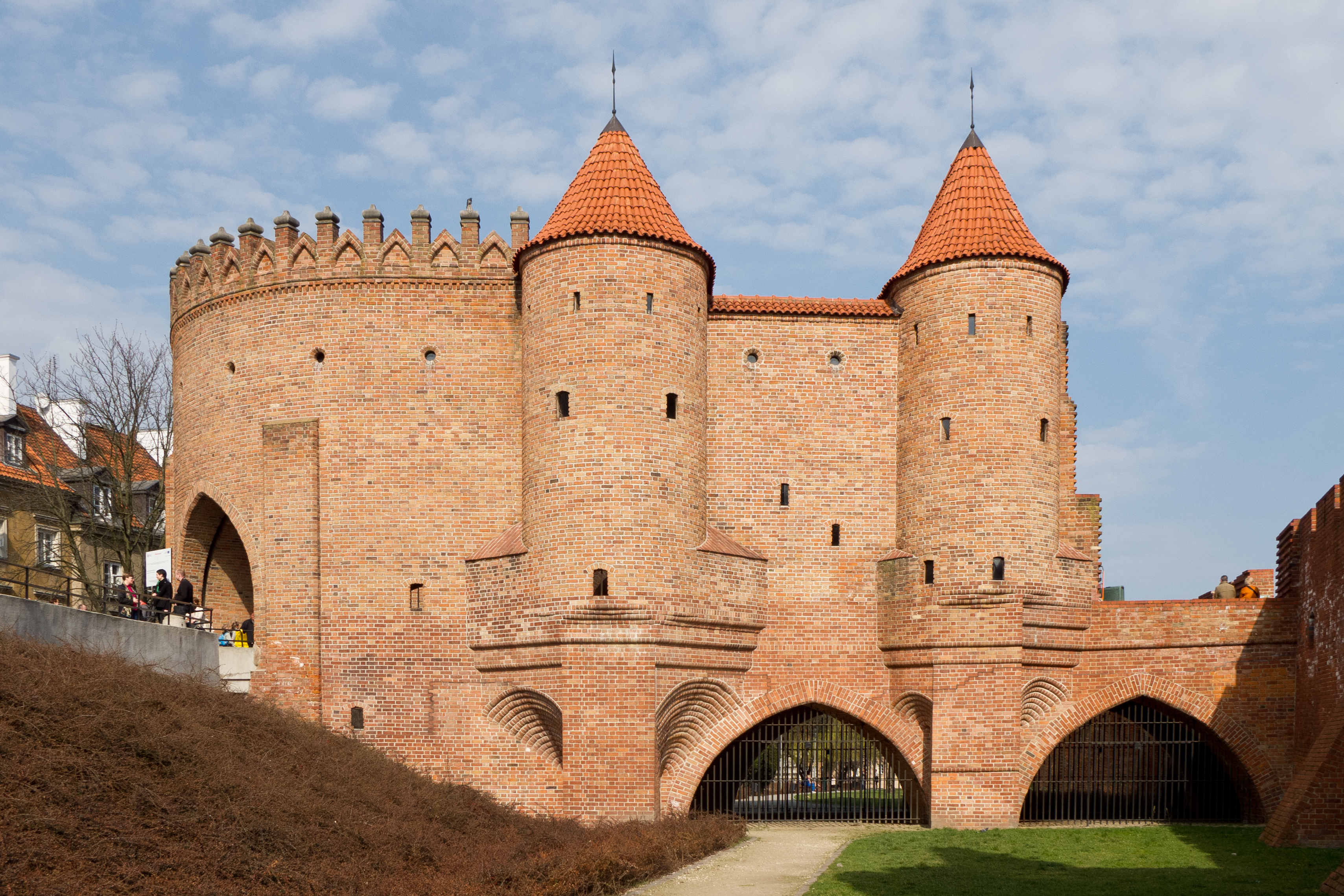
Варшавський барбакан

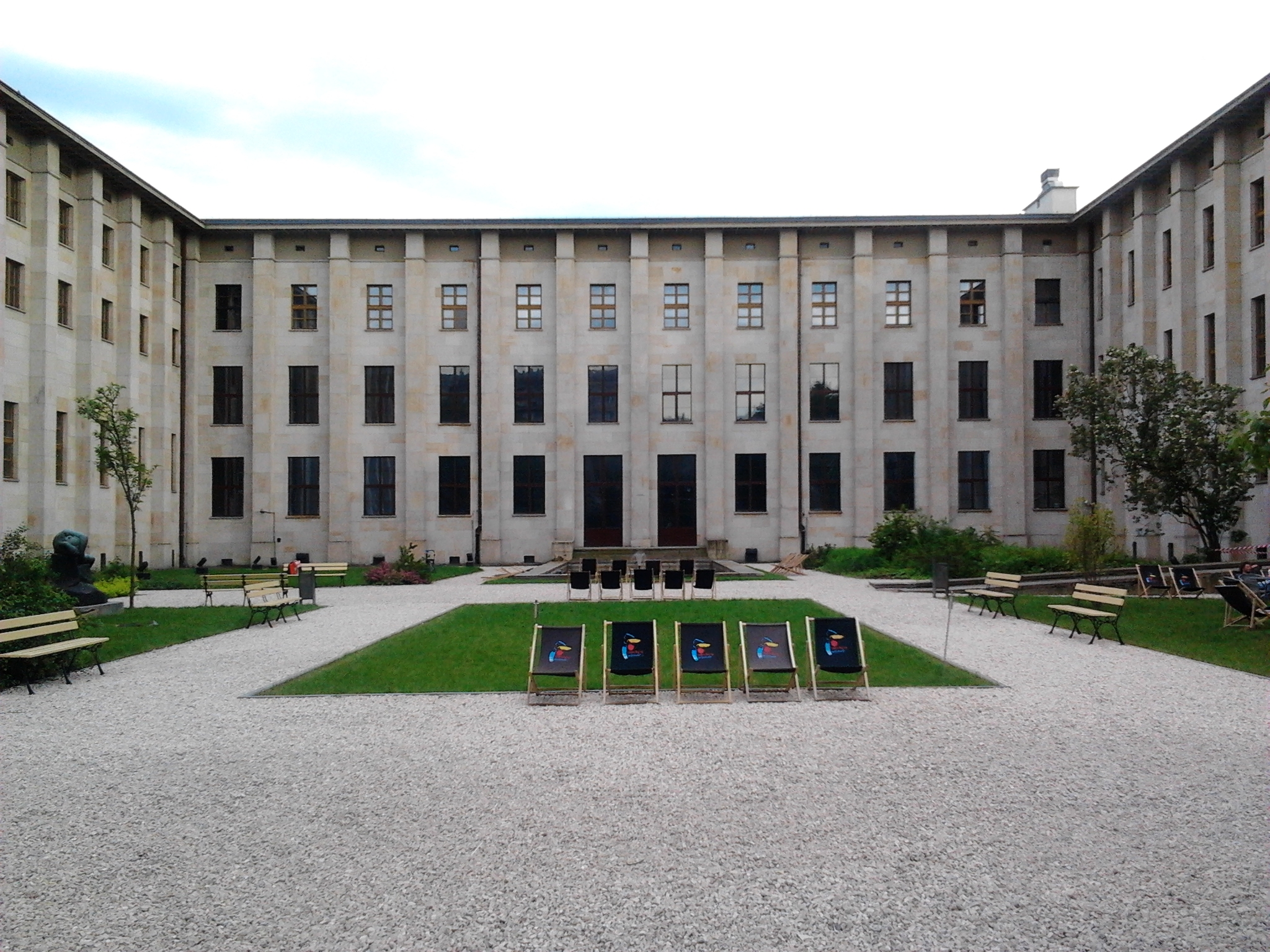
Національний музей

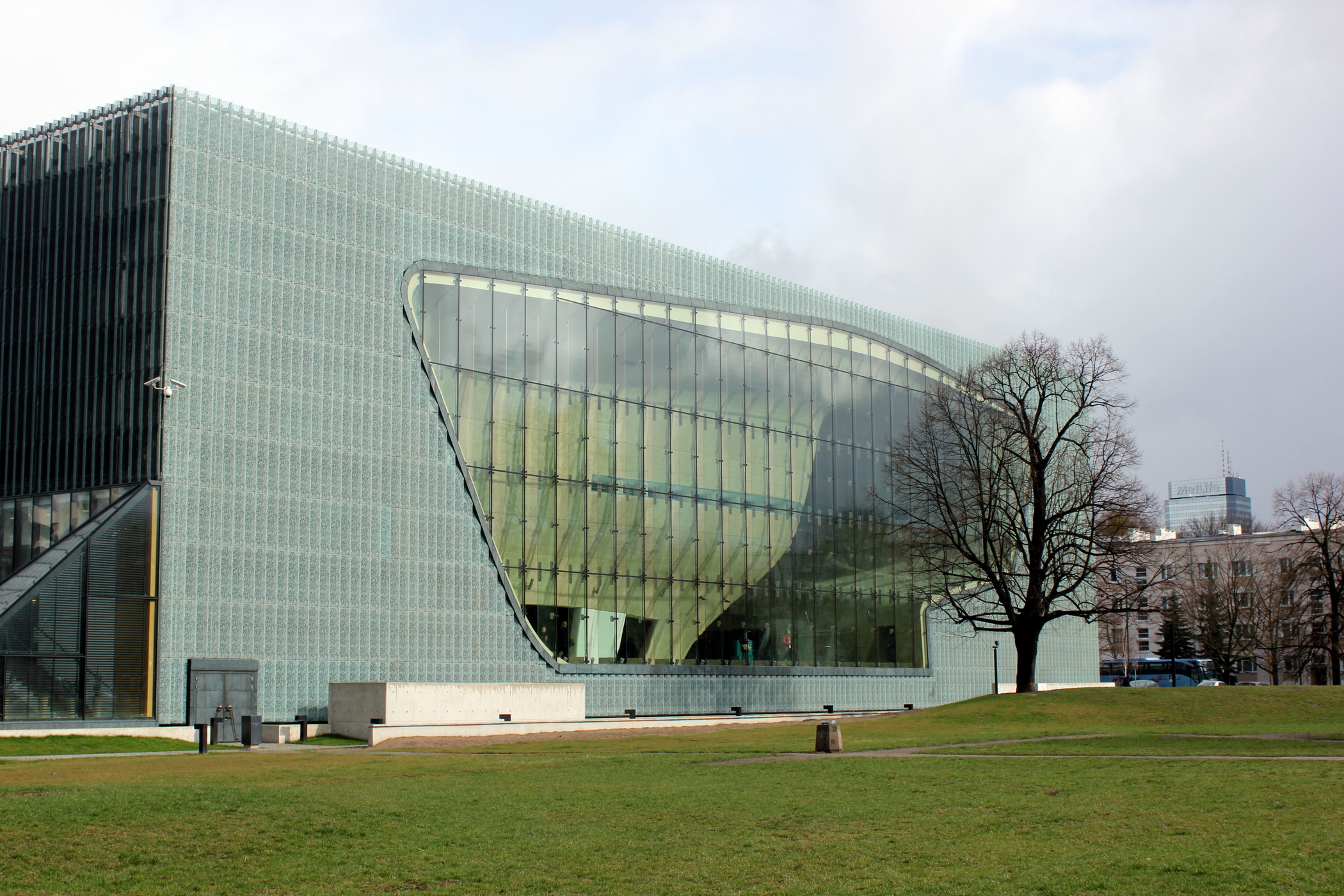
Музей історії польських євреїв

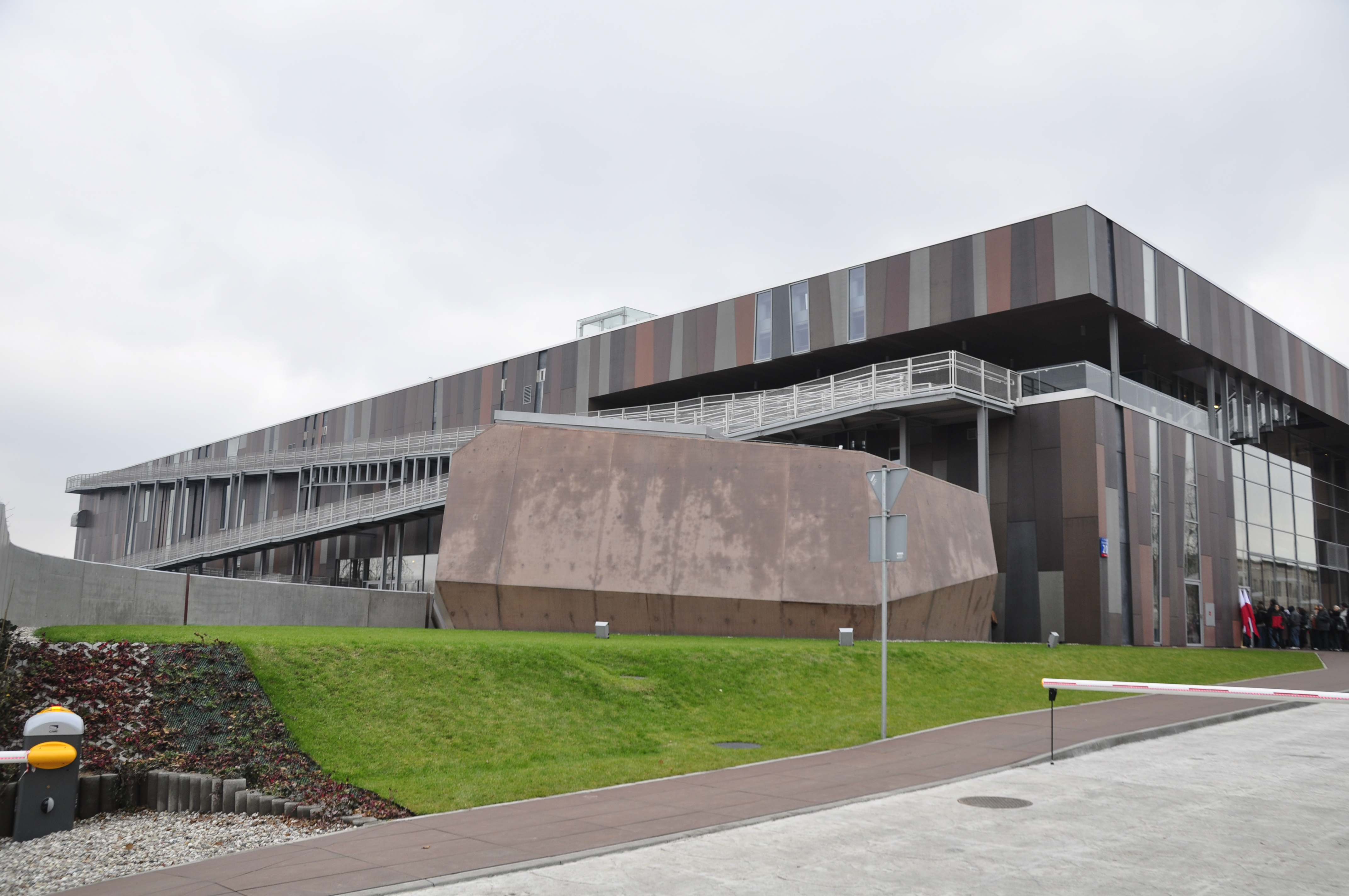
Центр науки «Коперник»

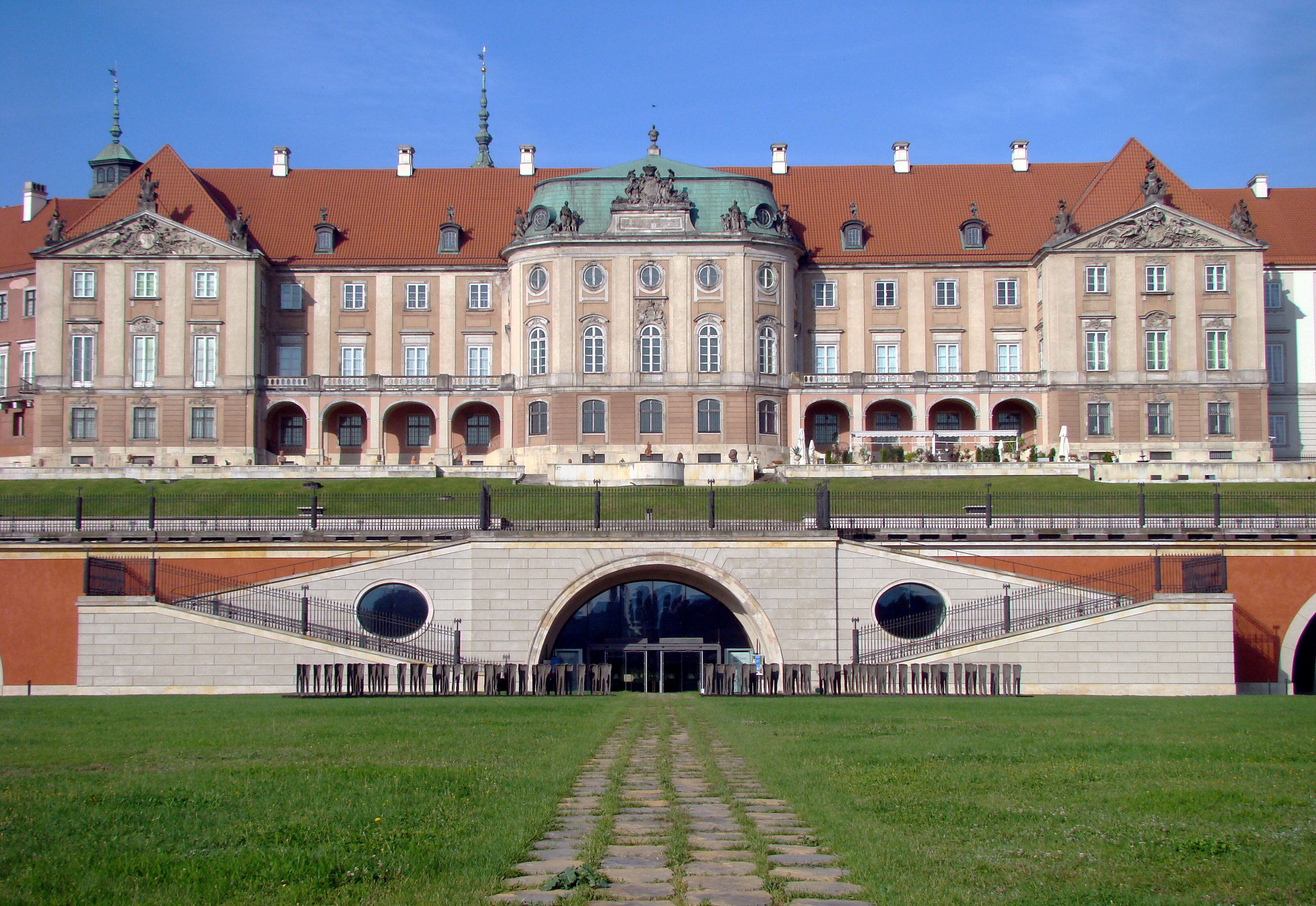
Королівський замок у Варшаві

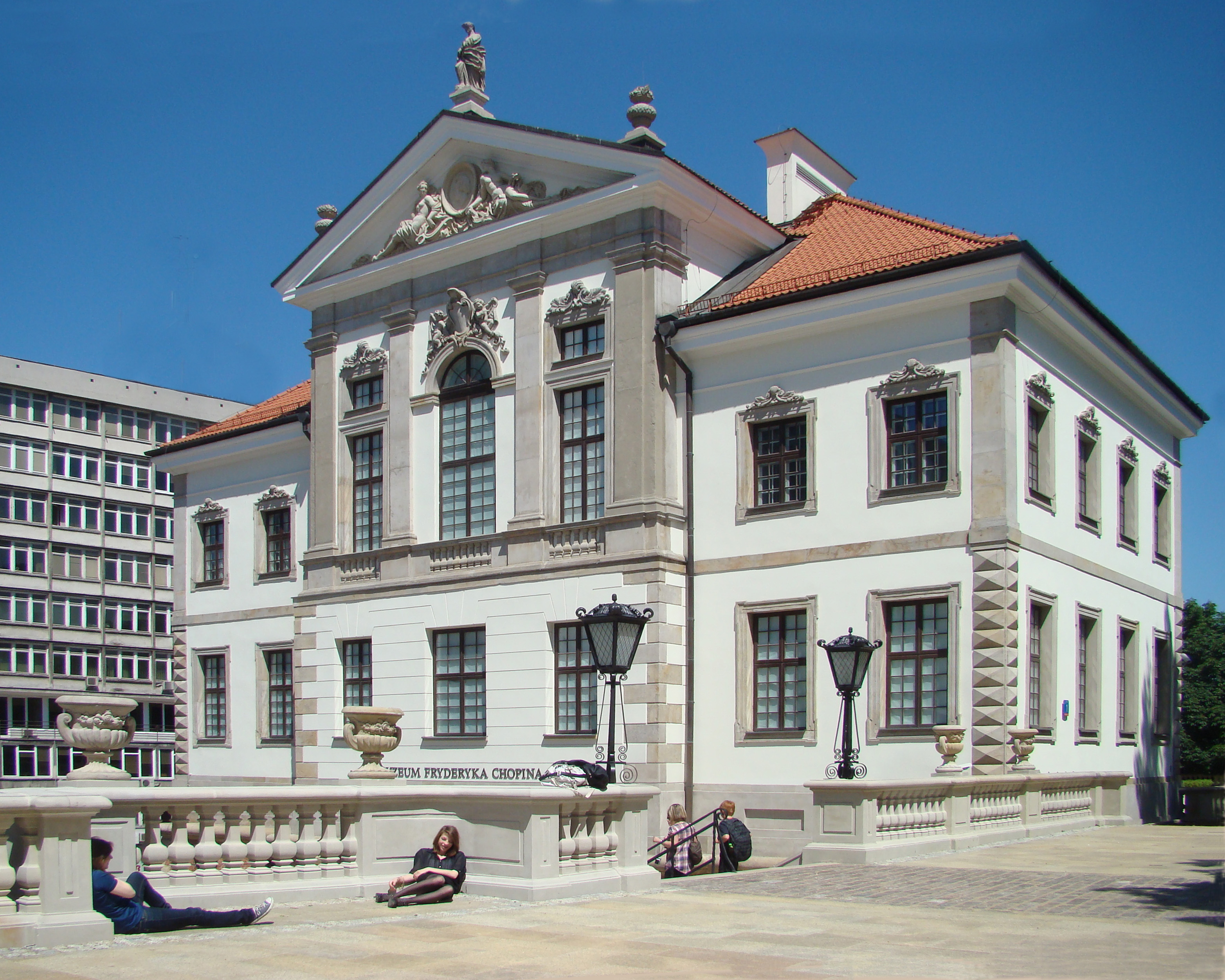
Музей Фридерика Шопена

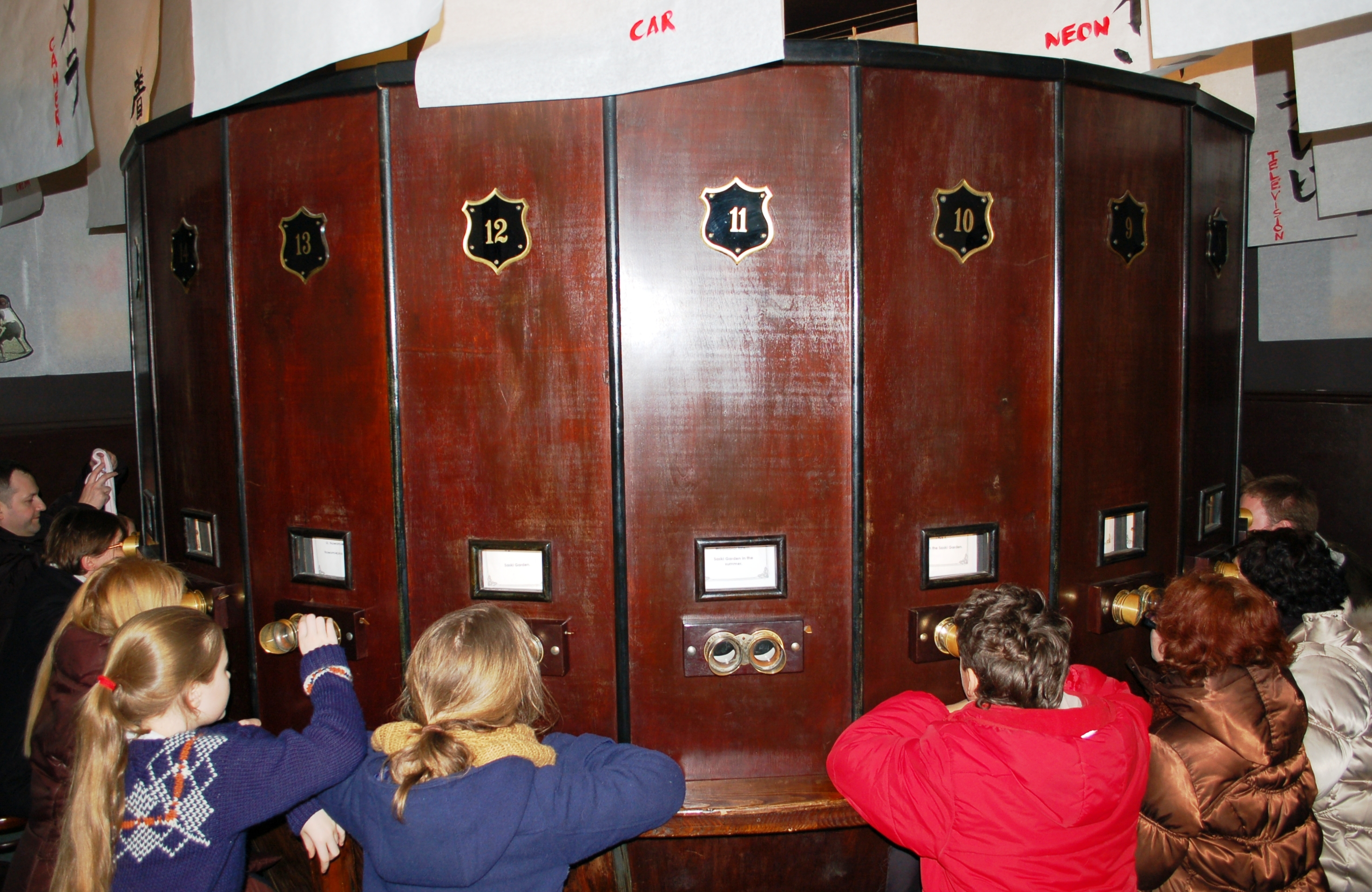
Варшавський фотопластикон

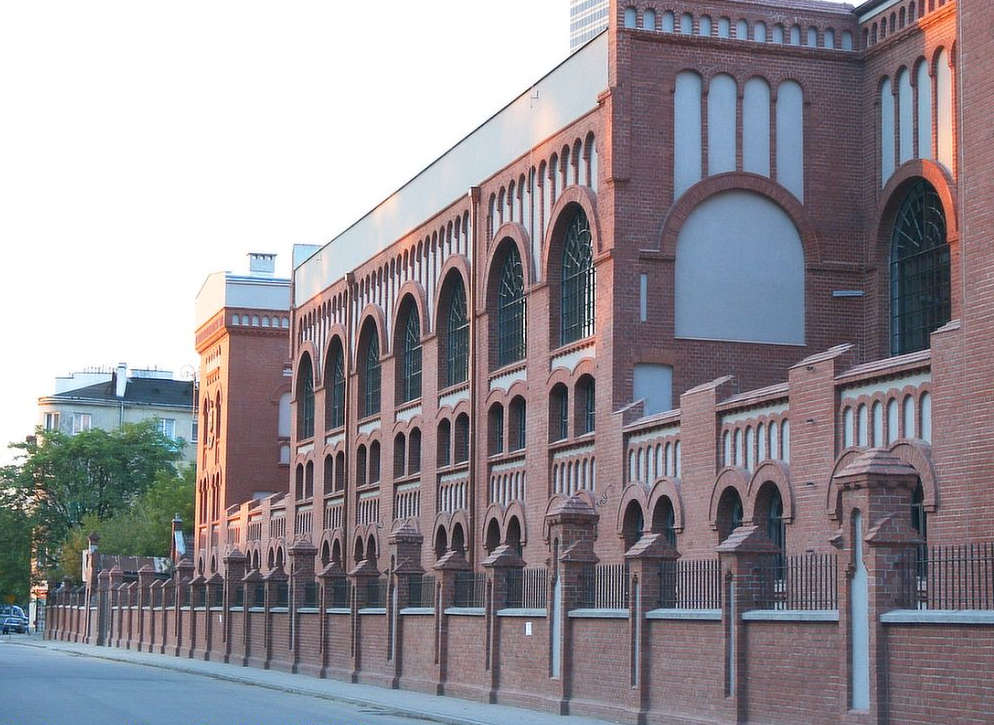
Музей Варшавського повстання

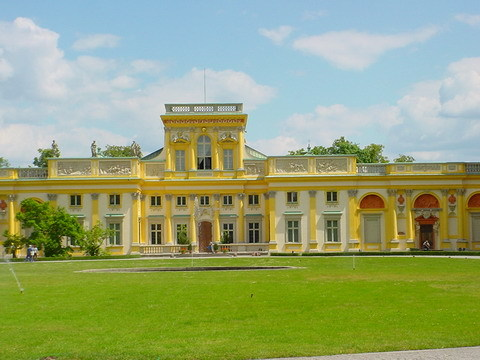
Музей палацу короля Яна III у Вілянуві

## Історичні музеї
- Варшавський барбакан
- Державний археологічний музей
- Єврейський історичний інститут
- Катинський музей
- Королівський замок у Варшаві
- Музей X павільйону Варшавської цитаделі[pl]
- Музей Варшави
- Музей Варшавського повстання
- Музей історії польських євреїв
- Музей історії Польського народного руху
- Музей історії Польщі[pl]
- Музей незалежності у Варшаві

## Природничі музеї
- Музей еволюції Польської академії наук[pl]
- Музей Землі Польської академії наук[pl]
- Музей полювання і верхової їзди
- Музей та Інститут зоології Польської академії наук[pl]

## Меморіальні музеї
- Літературний музей імені Адама Міцкевича
- Мавзолей боротьби та мучеництва[pl]
- Музей в'язниці Пав'як[pl]
- Музей Марії Склодовської-Кюрі[pl]
- Музей Фридерика Шопена
- Цвинтар в Пальмірах[pl]

## Художні музеї
- Варшавський музей сучасного мистецтва
- Музей ікон у Варшаві[pl]
- Музей карикатури імені Ерика Ліпіньського[pl]
- Музей палацу короля Яна III у Вілянуві
- Музей плаката у Вілянуві[pl]
- Музей скульптур імені Ксаверія Дуніковського в Крулікарні[pl]
- Національна галерея мистецтв Захента
- Національний музей
- Палац Лазєнковський
- Театральний музей у Варшаві[pl]
- Центр сучасного мистецтва в Уяздовському замку

## Етнографічні музеї
- Музей Азії і Океанії у Варшаві
- Музей для дітей (Варшава)[pl]
- Національний музей етнографії у Варшаві

## Технічні музеї
- Залізничний музей у Варшаві
- Музей газової промисловості у Варшаві
- Музей техніки[pl]
- Центр науки «Коперник»

## Тематичні музеї
- Галерея Фарас (археологія Нубії, раннє християнство)
- Варшавський музей хліба[pl]
- Варшавський фотопластикон[pl]
- Музей Війська Польського
- Музей неонів[pl]
- Музей підводного плавання[pl]
- Музей польських військових технологій[pl]
- Музей польської горілки[pl]
- Музей спорту і туризму у Варшаві
- Національний стадіон
- Стадіон Війська Польського

## Дні безкоштовного відвідування музеїв Варшави
У Варшаві існує практика безкоштовного відвідування музеїв у певні дні або години. Це може стосуватися як місцевих, так і державних музеїв. Безкоштовні дні можуть відрізнятися для різних музеїв та можуть бути залежними від сезону або святкових періодів. Наприклад: 
- Музей Варшавського повстання можна безкоштовно відвідати по понеділкам.
- Національний музей техніки (Narodowe Muzeum Techniki) - безкоштовний вхід по вівторкам.
- Королівський замок (Zamek Królewski) безкоштовно можна відвідати по середам.
- Палац Яна ІІІ Собеського у Віланові (Pałac Jana III Sobieskiego w Wilanowie) відкриває свої двері для безкоштовного відвідування по четвергах.
- Палац Лазєнковський (Łazienki Królewskie)  можливо безплатно відвідати по п’ятницях.

Але рекомендується уточнювати цю інформацію на офіційних сайтах музеїв або за телефоном.